# 德國—美國關係
德美關係是指德國和美國間的外交關係。現在美國被認為是德國最親密的盟友和歐盟以外最重要的合作夥伴之一。2014年，由於美國中央情報局竊聽德國總理默克尔的電話，兩名德國情治人員被逮捕，兩國關係受到影響。但兩國之間仍然有著非常緊密的關係，德裔美國人也是美國各族群中比例最高的民族之一。

## 纳粹政府时期
- 1939年，德国进军布拉格撕毁了慕尼黑协定。3月17日美国国务院发表声明谴责了德国的行径；18日，美政府宣布，对来自德国、受到政府津贴的进口商品征收百分之二十五的反倾销税。该行动导致美德贸易额急剧下降。[3][4]

## 21世紀
2018年7月，美國總統唐納·川普批評德國已成為俄罗斯的俘虜。
2018年，德國對美國出口為1135亿欧元，德國對美國的貿易順差為489亿欧元，美國是德國最大的出口國及最大的貿易順差來源國。
2020年6月15日，美國總統特朗普以德國拖欠北約數十億美元經費為由宣佈從德國撤出近1萬名美軍。7月29日，美国国防部长埃斯珀表示，美国计划从德国撤出近1.2万名美军，驻德美军将从约3.6万人削减至约2.4万人。2021年1月，拜登就任美国总统后宣布停止驻德美军撤军计划。2022年1月，《明鏡》周刊有報導稱德國駐美大使警告在與俄羅斯的危機中，美國開始感到不可信任德國。
2024年1月至3月，德国与美国的进出口贸易额合计达到630亿欧元，而德中两国同期的进出口贸易额略低于600亿欧元。美國超越中國成為德國最大貿易伙伴。

## 外部連結
- History of Germany - U.S. relations（页面存档备份，存于）
- American Academy in Berlin （页面存档备份，存于）
- American Chamber of Commerce in Germany （页面存档备份，存于）
- AICGS American Institute for Contemporary German Studies in Washington, D.C. （页面存档备份，存于）
- American Council on Germany （页面存档备份，存于）
- Amerikahaus in Munich
- Aspen Institute Berlin （页面存档备份，存于）
- Atlantische Akademie Rheinland-Pfalz e.V. （页面存档备份，存于）
- Atlantik Brücke Berlin （页面存档备份，存于）
- Atlantic Review
- The Atlantic Times （页面存档备份，存于）
- DAAD New York （页面存档备份，存于）
- German Marshall Fund of the United States in Washington, D.C.
- Germany-USA Career Center for German American Trade （页面存档备份，存于）
- Munich Conference on Security Policy （页面存档备份，存于）
- German-American Institute Tübingen （页面存档备份，存于）
- German-American Center (James F. Byrnes Institute) Stuttgart (German) （页面存档备份，存于）
- German-American Heritage Foundation of the USA in Washington, D.C. （页面存档备份，存于）
- German-American Friendship Club - US Army Garrison Hohenfels